# مايكي سميت
مايكي سميت (بالهولندية: Maaike Smit) مواليد 7 أغسطس 1966 في هولندا، هي لاعبة تنس كراسي متحركة هولندية سابقة بدأت مسيرتها كمحترفة سنة 1991، اعتزلت اللعب في 2012. أعلى تصنيف لها في الفردي كان الأول. أيضا أعلى تصنيف لها في الزوجي كان الأول.

## الميداليات
| الميدالية | المسابقة                   |
| --------- | -------------------------- |
| ذهبية     | ألعاب بارالمبية صيفية 1996 |
| برونزية   | ألعاب بارالمبية صيفية 2000 |
| ذهبية     | ألعاب بارالمبية صيفية 2000 |
| ذهبية     | ألعاب بارالمبية صيفية 2004 |
| برونزية   | ألعاب بارالمبية صيفية 1988 |
| برونزية   | ألعاب بارالمبية صيفية 1992 |